# 海南三角瓣花
海南三角瓣花（学名：Prismatomeris connata sp. hainanensis）为茜草科南山花属下的一个亚种。